# توماس هوبكينز
توماس هوبكينز (بالإنجليزية: Thomas Hopkins)‏ هو لاعب كرة الماء أمريكي، ولد في 13 أبريل 1984.